# Anulocaulis
Genre
Anulocaulis est un genre de végétaux de la famille des Nyctaginaceae.

## Liste d'espèces
Selon ITIS :
- Anulocaulis annulatus (Coville) Standl.
- Anulocaulis eriosolenus (Gray) Standl.
- Anulocaulis gypsogenus Waterfall
- Anulocaulis leiosolenus (Torr.) Standl.
- Anulocaulis reflexus I.M. Johnston